# Réseau de transport public urbain de l'agglomération de Fribourg
Le réseau Agglo Fribourg|Freiburg est un réseau de transport en commun urbain desservant la ville de Fribourg et son agglomération.

## Généralités
Datant de plus de 120 ans, le réseau de transport en commun de la ville et de l'agglomération de Fribourg compte actuellement 13 lignes régulières fonctionnant au sein des zones tarifaire Frimobil 10, 11 et 30.
Son histoire en a fait un réseau riche en diversité exploitant des autobus, des autobus articulés, des trolleybus, des trolleybus bimodes, un funiculaire fonctionnant au eaux usées et une navette automatisée.

## Historique[1]
Les Transports publics de Fribourg (TF) sont nés avec la première ligne urbaine en 1897. En 2000, les TF (Exploitant les lignes urbaines en ville de Fribourg) et les GFM (exploitant les lignes régionales) fusionnent pour créer les TPF.

### Les tramways de Fribourg
En 1897 la première ligne de transport en commun de la Ville de Fribourg est inaugurée. Il s'agit d'un tramway reliant la gare (ouverte en 1860) et le quartier du bourg, à proximité du Pont-suspendu et de la cathédrale Saint-Nicolas.
En 1899, le funiculaire reliant Saint-Pierre à la Neuveville rejoint le réseau naissant de transports urbain.
En 1900, le réseau de tramway est prolongé au-delà de la gare en direction de Beaumont d'une part et de Pérolles (quartier dont la construction commence alors à peine) d'autre part.
En 1912, une nouvelle ligne de tramway vers le cimetière St-Léonard et Grandfey s'ajoute au réseau. Le but de cette extension est de recentrer le développement de la ville sur le centre historique.
La Première Guerre mondiale et ses effets financiers mettent un terme au développement ferroviaire malgré de nombreux projets d’extension.
Après 1914, l’extension du réseau de tramway se limitera à la traversée du pont de Zaehringen et à une liaison vers le quartier de la Vignettaz.

### L'arrivée des trolleybus et le déclin des tramways
En 1949, les trolleybus modernes viennent renforcer les trams entre le Tilleul et la Vignettaz et étendent le réseau vers le nouveau quartier du Jura.
La ligne de Tram entre le pont de Zaehringen et la Vignettaz est désaffectée en 1951 car les trams ne sont plus adaptés au trafic toujours plus important.
En 1955, c'est au tour de la ligne de tram vers Grandfrey d'être supprimée en raison d'une faible utilisation. Cette ligne ne sera pas remplacée.
Les trolleybus relient le quartier du Schoenberg au centre-ville à partir de 1959.
La ligne de tramway entre Pérolles et St-Léonard subsistera jusqu'en 1965 mais finira par être également remplacée par les trolleybus.

### Les autobus et les trolleybus bimodes
À partir des années 1960, un service d'autobus jugé plus souple et pouvant être adapté au développement des nouveaux quartiers à moindre frais permet d'étendre le réseau de transport urbain.
En 1972, la ligne Moncor - Schoenberg est exploitée par 12 autobus neufs.
Le réseau d'autobus sera étendu vers Torry et Beaumont (1973) puis vers Windig, Les Dailles et Musy (1985).
En 1983, les premiers autobus articulés font leur apparition.
Dans les années 1990, l’extension du réseau se fait grâce à la traction diesel. Les cliniques et Villars-Sud sont desservis par des autobus et la ligne 1 (Pérolles - St-Léonard) est assurée par des autobus et des trolleybus bimodes pour permettre son extension vers Marly et les portes de Fribourg.
En 2004, la ligne 1 (Marly - Portes de Fribourg) est assurée par les trolleybus Bimode, permettant d'exploiter l'électrification existante entre Pérolles et St-Léonard.
Fin 2010, arrivé des 12 Trolleybus Hess n'ayant qu'un GMA de secours et pouvant rouler sur les lignes 2 et 3.

### Le retour de l'électrique
En 2005, le tronçon Moncor - Les Dailles est électrifié, permettant l'exploitation de la ligne 2 (Les Dailles - Schoenberg) par des trolleybus 100 % électriques.
L'électrification du tronçon vers Jura Mont-Carmel en 2010 permet l'exploitation intégrale de la ligne 3 (Pérolles - Jura Mont-Carmel) en électrique.
Cette même année, les TPF achètent 12 nouveaux trolleybus, confirmant leur volonté de conserver la traction électrique sur le réseau urbain fribourgeois.

## Le réseau

### Lignes régulières
Plan du réseau principal (2024) Plan de l'extension de Düdingen (2022)
| Ligne | Parcours                                                                      | Fréquence | Longueur | Stations | Temps de parcours | Matériel                           |
| ----- | ----------------------------------------------------------------------------- | --------- | -------- | -------- | ----------------- | ---------------------------------- |
| 1     | Granges-Paccot, Portes de Fribourg ↔ Marly, Gérine                            | 7.5 min   | 9,5 km   | 20       | 29 minutes        | Trolleybus articulé à batterie 19m |
| 2     | Villars-sur-Glâne, Les Dailles ↔ Fribourg, Schönberg Dunant                   | 7.5 min   | 7,7 km   | 23       | 25 minutes        | Trolleybus articulé 19m            |
| 3     | Givisiez, Jura Mont Carmel ↔ Fribourg, Charmettes                             | 15 min    | 4,1 km   | 15       | 15 minutes        | Trolleybus articulé 19m            |
| 4     | Fribourg, gare routière ↔ Fribourg, Auge Sous-Pont                            | 10 min    | 2,4 km   | 9        | 12 minutes        | Midbus Electrique 9m               |
| 5     | Villars-sur-Glâne, Gare ↔ Fribourg, Torry                                     | 7.5 min   | 7,7 km   | 21       | 25 minutes        | Autobus articulé 18m               |
| 6     | Fribourg, Guintzet ↔ Fribourg, Musy 4                                         | 15 min    | 6,7 km   | 23       | 26 minutes        | Autobus articulé 18m               |
| 8     | Marly, Piscine ↔ Corminboeuf, Ancienne poste                                  | 15 min    | 10,5 km  | 31       | 39 minutes        | Autobus 12m                        |
| 9     | Corminboeuf, Jo-Siffert / Givisiez, La Faye ↔ Villars-sur-Glâne, Petit-Moncor | 30 min    | __ km    | 36       | 44/41 minutes     | Autobus 12m                        |
| 11    | Rosé, Gare ↔ Fribourg, gare routière                                          | 15 min    | 9,3 km   | 17       | 25 minutes        | Autobus 12m                        |
| 12    | Düdingen, Gantrischweg ↔ Düdingen, Warpel                                     | 15 min    | 3,1 km   | 10       | 15 minutes        | Autobus 12m                        |
| 13    | Düdingen, Bahnhof ↔ Düdingen, Leimacker                                       | 60 min    | 1,3 km   | 4        | 7 minutes         | Autobus 12m                        |
| F     | Fribourg, St-Pierre ↔ Fribourg, Neuveville                                    | 6 min     | 121 m    | 2        | 2 minutes         | Funiculaire                        |

La combinaison des lignes des lignes 1, 3 et 9 permet une fréquence de 3 à 8 minutes sur le tronçon Fribourg, Charmettes - Place de la Gare.
La combinaison des lignes des lignes 2 et 6 permet une fréquence de 4 à 7 minutes sur le tronçon Fribourg, Bertigny - Place de la Gare.
La combinaison des lignes des lignes 1 et 2 garantie une fréquence de 5 minutes sur le tronçon Place de la Gare - Tilleul/Cathédrale.
Le tronçon entre la Place de la Gare et Fribourg-St-Pierre profite d'une fréquence maximum grâce à la combinaison des lignes 1, 2, 3, 5 et 6.

### Bus de nuit
Plan du réseau (2022)
| No | Parcours                                                                    | Période            |
| -- | --------------------------------------------------------------------------- | ------------------ |
| N1 | Fribourg ↔ Düdingen ↔ Tafers ↔ St-Ursen ↔ Fribourg                          | Ve à Sa et Sa à Di |
| N2 | Fribourg ↔ Marly ↔ Fribourg                                                 | Ve à Sa et Sa à Di |
| N3 | Fribourg ↔ Villars-sur-Glâne ↔ Matran ↔ Avry ↔ Villars-sur-Glâne ↔ Fribourg | Ve à Sa et Sa à Di |
| N5 | Fribourg ↔ Givisiez ↔ Corminboeuf ↔ Grolley ↔ Fribourg                      | Ve à Sa et Sa à Di |

### Changements 2023
Une nouvelle ligne 10 dès le 20 août 2023 :
- Fribourg, Plateau de Pérolles → Givisiez, La Faye (Fréquence 30min)

## Tarification
Toutes les lignes du réseau urbain de l'agglomération de Fribourg sont situées dans la zone 10 Frimobil à l'exception de l'extrémité des lignes 8 et 11 qui sont dans la zone 11 et des lignes 12 et 13 situés dans la zone 30.
Dans la zone Frimobil 10, un billet plein tarif coûte 2.90 francs et un billet demi-tarif coûte 2.20 francs (2023). Un billet pour 1 zone est valable 60min.
Un billet pour 2 zones coûte 5.20 francs en plein tarif et 3.10 francs (2023) en demi-tarif et est valable 120min.

## Installations fixes et matériel roulant

### Dépôt et maintenance
Les bus du réseau urbain TPF sont regroupés au nouveau centre TPF de Givisiez, sis à la Route du Vieux-Canal 6. Celui-ci regroupe les véhicules de l'ancien dépôt régional de la gare routière de Fribourg, les véhicules de l'ancien dépôt urbain de Chandolan, les compositions de trains (voie normale) ainsi que les espaces de maintenance et d'administration.

### Stations

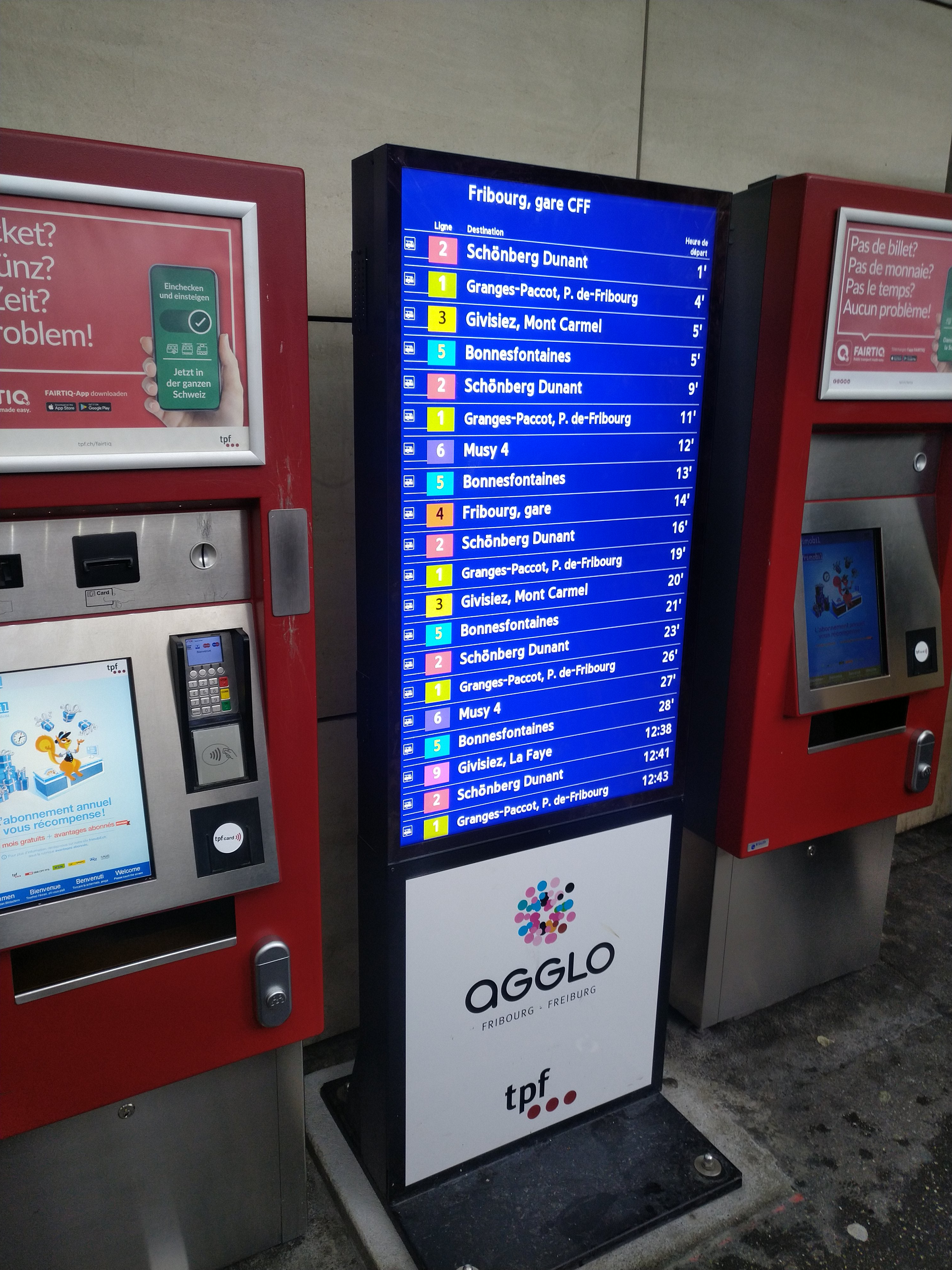
Ecran d'affichage des temps d'attente à l'arrêt Fribourg Gare

Le réseau se compose de 132 arrêts avec au minimum d'un poteau signalétique et d'un tableau d'horaires.
La plupart des arrêts sont équipés d'un distributeur de titres de transports (changés en 2014) et certains possèdent un abribus.

Après un premier essai d'affichage dynamique du temps d'attente à Givisiez, des écrans affichant en temps réel le temps d'attente des lignes de bus sont installés dans le centre-ville de Fribourg. 

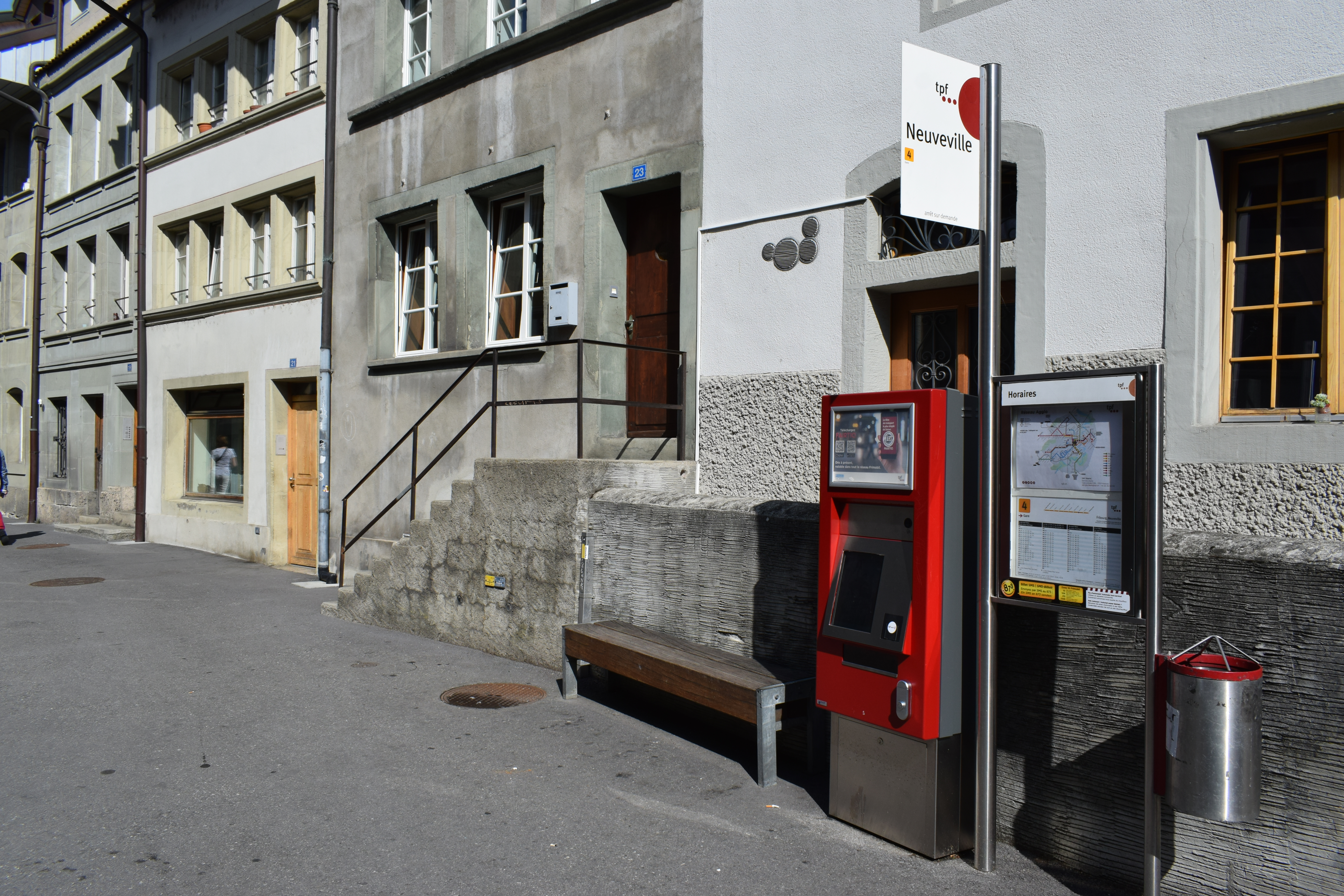
Arrêt bus sur la ligne 4.

### Matériel roulant
Le réseau urbain des TPF dispose de 22 trolleybus articulés dont 10 à batterie, de 32 autobus articulés de 18m, de 8 autobus standards de 12m et de 5 minibus électriques de 9m.

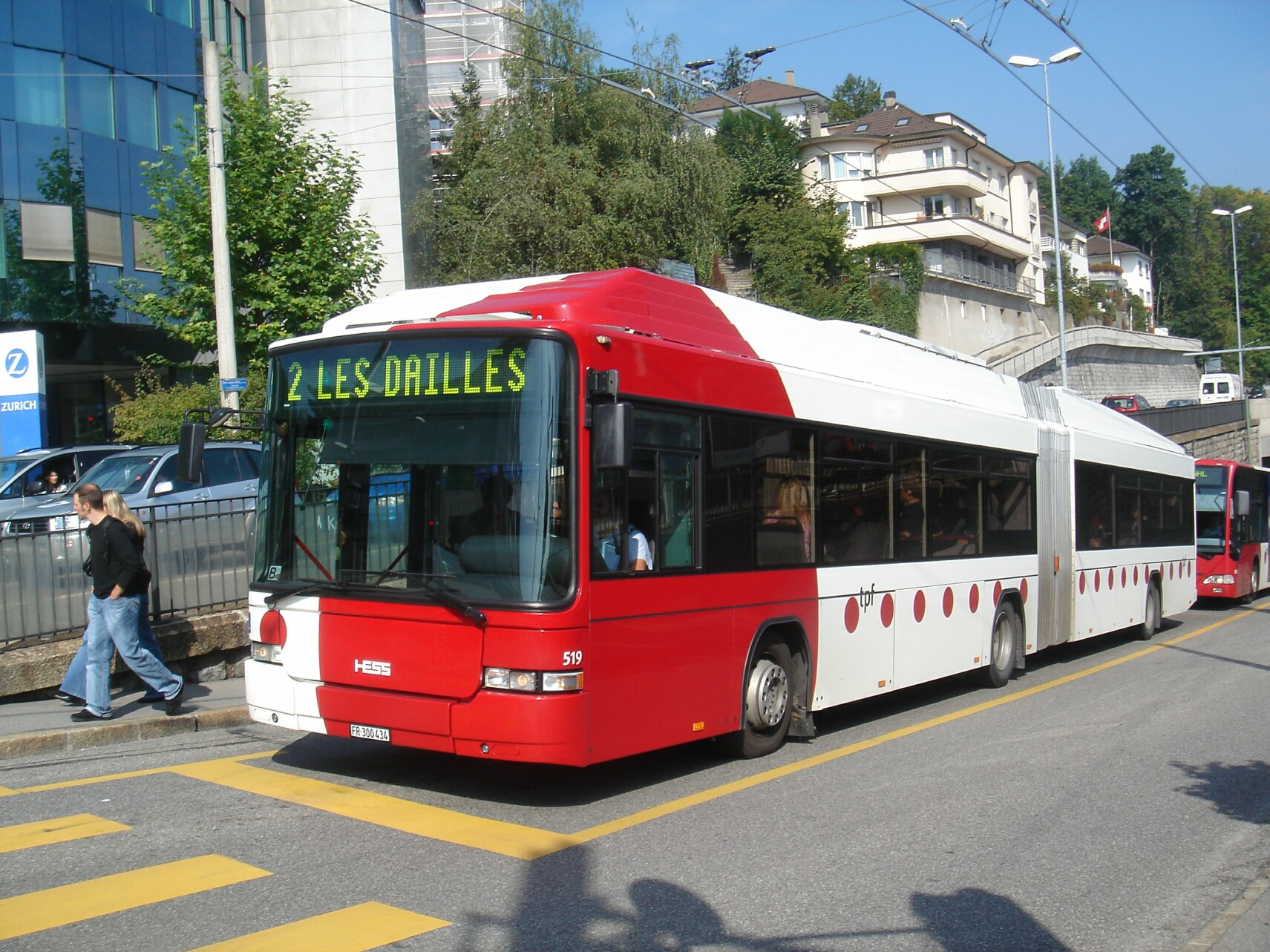
Ancien trolleybus bimode en ville de Fribourg

#### Trolleybus
| Nombre | Modèle                        | Année | Numéros de parc | Commentaires |
| ------ | ----------------------------- | ----- | --------------- | ------------ |
| 12     | HESS Swisstrolley 3 (BGT-N2C) | 2010  | 522 à 533       | Articulé 18m |
| 10     | HESS LightTram BGT N2D DC     | 2020  | 534 à 543       | Articulé 19m |

#### Autobus
| Nombre | Modèle                        | Année | Numéros de parc  | Commentaires |
| ------ | ----------------------------- | ----- | ---------------- | ------------ |
| 5      | Mercedes-Benz O530G II Citaro | 2007  | 590-595          | Articulé 18m |
| 4      | Mercedes-Benz O530G II Citaro | 2008  | 596-599          | Articulé 18m |
| 2      | Mercedes-Benz O530G II Citaro | 2011  | 550-551          | Articulé 18m |
| 10     | Mercedes-Benz Citaro C2 G '15 | 2015  | 552-562          | Articulé 18m |
| 10     | Mercedes-Benz Citaro C2 G '15 | 2017  | 563-565, 850-856 | Articulé 18m |
| 1      | Mercedes-Benz Citaro C2 G '15 |       |                  | Articulé 18m |

| Nombre | Modèle                        | Palette UFR | Numéros de parc | Commentaires         |
| ------ | ----------------------------- | ----------- | --------------- | -------------------- |
| 4      | Mercedes-Benz O530 II Citaro  | 2009        | 392 à 394 + 803 | Autobus 12m          |
| 4      | Mercedes-Benz Citaro K Euro 6 | 2022        | 6001 à 6004     | Autobus 11m          |
| 5      | Solaris Urbino 8.9 Electric   | 2022        | 6101 à 6105     | Midbus Electrique 9m |

## Projets et développement

### Métro
Un projet de métro reliant Marly, la gare et les portes de Fribourg a été présenté. Face au coût du projet et son surdimensionnement par rapport au besoin, ce projet a été abandonné.

### Transport par câble
Un projet de métrocable est envisagé en 2017 pour relier de manière efficace et à moindre coût la gare de Fribourg à la sortie d'autoroute A12 via une station intermédiaire à l'HFR.

### Prolongement de la ligne 3 et électrification jusqu'au dépôt
À la suite du déplacement du dépôt de bus et trolleybus l'électrification du tronçon entre Givisiez, Jura Mont-Carmel et le dépôt est nécessaire pour poursuivre l'exploitation des trolleybus. Afin de profiter de cette extension, la ligne 3 sera prolongée jusqu'à la route Jo Siffert.